# ابن النجار (مسلسل)
ابن النجار، مسلسل كويتي، إنتاج 2006.

## بطولة
غانم الصالح
```
(هردوم)
```

علي المفيدي
```
(طعمار)
```

أحمد الصالح
منصور المنصور
انتصار الشراح
محمد جابر
خالد المفيدي
أحلام حسن
أحمد السلمان
طيف
محمد المنيع
عماد العكاري
ياسر العماري
بدر البلوشي
نصار النصار
عبد الرزاق خلف (بو رزيقة)
صالح زعل
طالب البلوشي (طالب محمد)
أمينة عبد الرسول
محمد بن نور البلوشي
خليل السناني
عنبر
شذى سبت
يارا
شيخه الحبسي